# ネイビーシールズ (2012年の映画)
『ネイビーシールズ』（原題：Act of Valor）は、2012年のアメリカ映画。アメリカ海軍特殊部隊Navy SEALsの活動を描いたアクション映画。PG-12指定。原題のAct of Valorは直訳すると「勇気ある行為」。

## 製作

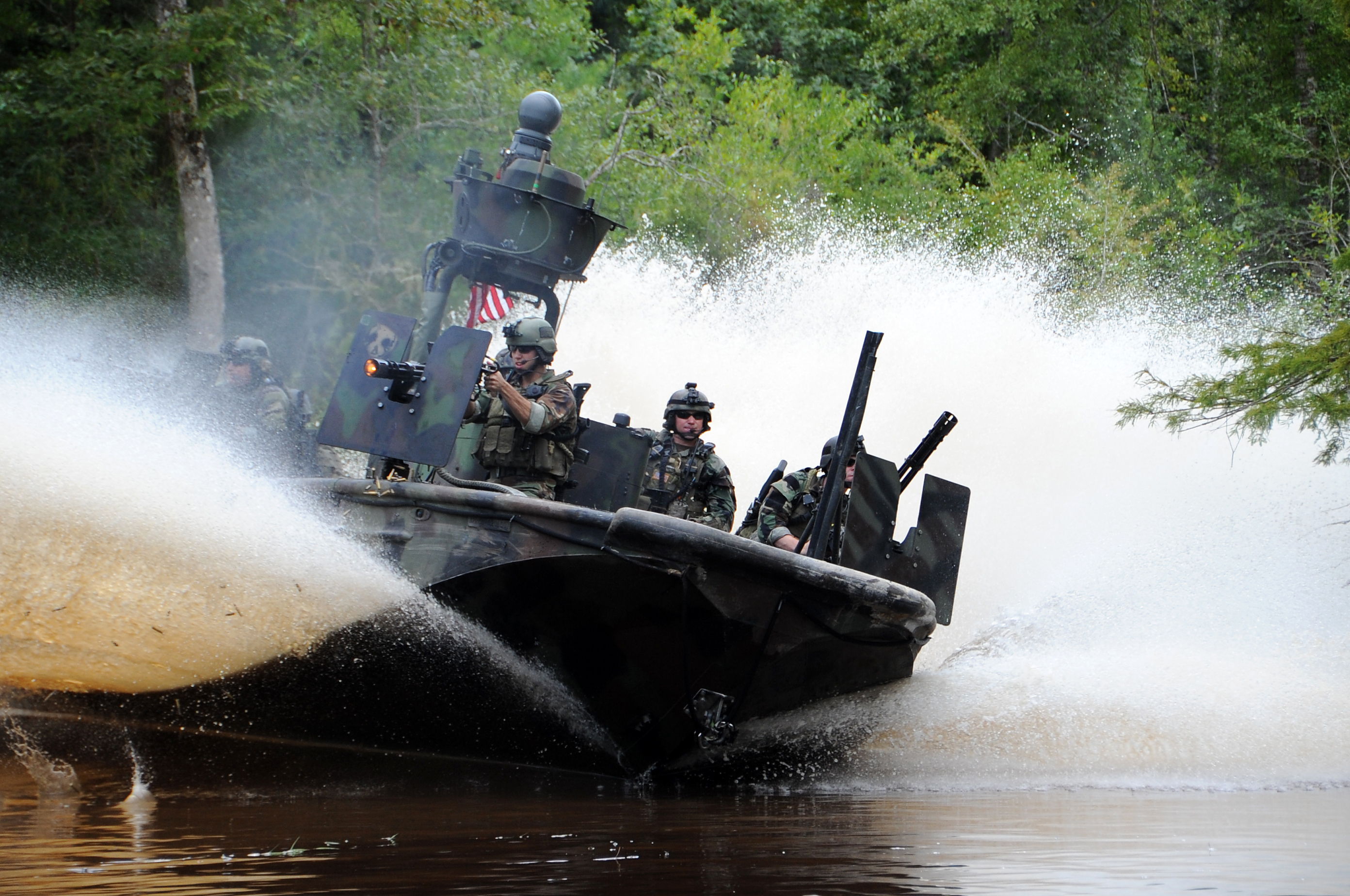
SWCC（海軍特殊舟艇チーム）SBT-22による撮影場面

監督・製作は、短編ドキュメンタリー『Navy SWCC』を手掛けたスコット・ウォーと、マイク・マッコイ。当初、隊員役に俳優をキャスティングする予定だったが、現役の隊員が出演する事となった。
本作に登場する武器・兵器は本物を使用しており、実弾で撮影を行った。また現役のNavy SEALs隊員、及びSWCC（海軍特殊舟艇チーム）が出演している。なお隊員たちの本名は伏せられている。

## ストーリー
NavySEALs"チーム7"のローク大尉は、休暇中に副官のデイブと家族ぐるみで交流し、絆を深めていた。
そんな中、コスタリカで麻薬カルテルに監禁された、CIA女性エージェント、モラレスの救出指令が下る。
ジャングルで救出したモラレスからの情報により、麻薬カルテルとイスラム系テロリストの関与が浮上する。
麻薬カルテルの大物ディーラー、クリストを逮捕するため、SEALsは海上でクリストの豪華クルーザーを急襲する。
しかし捕らえたクリストは、イスラム系テロリストのシャバルが、米国内の主要都市で自爆テロを計画していると白状する。
テロリストの拠点がメキシコにあるため、SEALsはメキシコ軍特殊部隊と共同で急襲作戦を決行する。
麻薬組織とテロリストの大軍を相手に、SEALsの死闘が始まる。

## キャスト
- ローク大尉/ローク・デンヴァー（"チーム7"隊長）：本人(日本語吹替:山野井仁)
- デイブ/（"チーム7"副長）：本人（日本語吹替:中谷一博）
- リサ・モラレス（CIA諜報員）：ロゼリン・サンチェス(日本語吹替:花園潤)
- ウォルター・ロス（CIA諜報員）：ネスター・セラーノ（日本語吹替:山本格）
- アブ・シャバール（イスラム・テロリスト） ：ジェイソン・コットル（日本語吹替:谷昌樹）
- クリスト（麻薬ディーラー）：アレックス・ヴィードフ（日本語吹替:山内健嗣）
- マイキー ： 本人 (日本語吹替：潮卓也)
- エイジェイ　:　本人 (日本語吹替：菅原雅芳)
- シニア・チーフ : ミラー　ヴァンD (日本語吹替:多田野曜平)
- その他の日本語吹き替え :竹内栄治/高橋英則/川原慶久/志賀麻登佳/森谷里美/ふしだ里穂/西村太佑

## 評価
制作費1,200万ドルに対し、全世界興行収入が8,100万ドルを超えた。2012年のパームスプリングス国際映画祭にて注目監督賞（Directors to Watch）をスコット・ウォーとマイク・マッコイが受賞した。
批評家の反応は割れている。映画批評サイトのRotten Tomatoesでは、136件のレビューで評価は僅か26%、平均点は4.5/10、批評家の相違として「実際の隊員やキャストに敬意を表すが、本作は陳腐な脚本、大げさな演技、戦争の複雑さを無視したジンゴイズム的な姿勢で崩れた」と酷評している。また、Metacriticでは、34件のレビューで加重平均値は40/100である。
一方、厳しい評価で知られる映画評論家ロジャー・イーバートは、4つ星中3.5星と高いスコアを付けた。イーバートは本作の俳優が現役の隊員であること、本名が伏せられていることや、撮影に実弾が使われたことについて触れた上で、オリバー・ストーン監督の『プラトーン』や、キャスリン・ビグロー監督の『ハート・ロッカー』を引き合いに出し、両作品は最初から説得力のある物語を披露しているが、本作はアクションに重点を置いており、作中の人間関係（ドラマ）についてはそれほど重要ではないと評している。また本作のキャストに対して、彼らは個性を出さず、裏話もなく、派手な対話もしない。SEALと記述されたクレジットが実際のSEAL隊員が演じていたならば、私は彼らには説得力があった、ドラマチックな要素は必要ないと言いたい、などと好意的な評価を寄せた。